# Мезовелії
Мезовелії (Mesoveliidae) — родина напівводних клопів (Heteroptera). Налічує близько 50 видів у 12 родах.

## Поширення
Родина поширена по всьому світу. Рід Mesovelia широко розповсюджений і включає кілька видів, які мають дуже великий ареал. Усі інші види обмежені невеликою територією розповсюдження та демонструють досить розкидане поширення в цілому. В Україні трапляється два види: Mesovelia furcata та Mesovelia thermalis.

## Опис
Дрібні клопи зі струнким тілом, завдовжки 1,2-4,2 мм. Є довгокрилі і безкрилі форми. У випадку повністю висунутих півнадкрил (гемілітр) вони оснащені 3 поздовжніми та 2 діагональними жилками. І хоботок, і вусики довгі, 4-членні. Ноги видовжені з 3-членними стопами, забезпечені двома кінцевими кігтиками і позбавлені ароліума. Задні лапи конічної форми і щільно прилягають одна до одної. Самиці відрізняються значно ширшим за тулуб овальним черевцем і добре розвиненим яйцекладом.

## Спосіб життя
Мезовелії заселяють стоячі водойми, переважно береги або довколишні рослини або предмети, що плавають у воді. Тварини дуже спритні на відкритій водній поверхні, де здебільшого тримаються на рослинах і ведуть досить прихований спосіб життя. Деякі види живуть на мокрому моху та залитих водою скелях, у печерах або на вологих слизових формах. Крім того, є також види, які еволюціонували та живуть наземно в листяній підстилці далеко від води.
Хижаки, що полюють на дрібних членистоногих, або падальщики, які харчуються мертвими або пораненими тваринами на поверхні води. Самиці відкладають яйця в тканини водних рослин. Самиця може відкласти більше 100 яєць. У дуже холодних районах яйця зимують. У більш теплих умовах активних дорослих особин можна зустріти цілий рік.

## Систематика
Родина є найпримітивншою з підряду Gerromorpha. Історично її відносили до серпоподібних клопів (Nabidae) або клопів-хижаків (Reduviidae).

### Роди
- Austrovelia Malipatil and Monteith, 1983[2][3][4]
- Cavaticovelia Andersen and J. Polhemus, 1980[2][3]
- Cryptovelia Andersen and J. Polhemus, 1980[2][3][4]
- Darwinivelia Andersen and J. Polhemus, 1980[2][3][4]
- Madeovelia Poisson, 1959[3][4]
- Mesovelia Mulsant & Rey, 1852[2][3][4][5]
- Mesoveloidea Hungerford, 1929[2][3][4]
- Mniovelia Andersen and J. Polhemus, 1980[2][3][4]
- Nereivelia J. Polhemus and D. Polhemus, 1989[2][3][4]
- Phrynovelia Horváth, 1915[2][3][4]
- Seychellovelia Andersen and D. Polhemus, 2003[2][3][4]
- Speovelia Esaki, 1929[2][3][4]

Викопні
- †Duncanovelia Jell & Duncan, 1986[4]
- †Gallomesovelia Nel et al. 2014
- †Malenavelia Solórzano Kraemer and Perrichot 2014
- †Emilianovelia Solórzano Kraemer and Perrichot 2014
- †Glaesivelia Sánchez-García & Solórzano Kraemer, 2017
- †Iberovelia Sánchez-García & Nel, 2017
- †Sinovelia Yao, Zhang and Ren, 2012